# ایلسانسئو-گو
ایلسانسئو-گو (به لاتین: Ilsanseo-gu) یک منطقهٔ مسکونی در کره جنوبی است که در گویانگ واقع شده‌است.